# Matt Carragher
Matthew Carragher, più conosciuto con il diminutivo Matt Carragher (Liverpool, 14 gennaio 1976 – 28 dicembre 2016) è stato un calciatore inglese, di ruolo difensore.

## Caratteristiche tecniche
Era un terzino che poteva giocare su entrambe le fasce, ed all'occorrenza veniva impiegato anche come centrale difensivo.

## Carriera
Dopo aver giocato nelle giovanili del Wigan esordisce in prima squadra (e più in generale tra i professionisti) nell'ottobre del 1993 in una partita del campionato inglese di quarta divisione vinta dai Latics per 6-3 in casa contro il Chester City. Sia in questa stagione che nelle due seguenti, trascorse a loro volta in quarta divisione, gioca stabilmente da titolare; nella stagione 1996-1996, conclusa con la vittoria del campionato e quindi con la promozione in terza divisione, gioca invece 18 partite. Nell'estate del 1997, all'età di 22 anni, viene acquistato da John Rudge per il suo Port Vale, con cui nel corso della stagione 1997-1998 gioca 26 partite in seconda divisione; dopo ulteriori 10 presenze nella stagione successiva, nella stagione 1999-2000, che si conclude con la retrocessione in terza divisione dei Valiants, gioca 37 partite e segna anche la sua unica rete in carriera in 63 presenze totali in questa categoria (rete che peraltro risulta essere anche la sua prima in assoluto tra i professionisti). Nella stagione 2000-2001, trascorsa in terza divisione, diventa capitano del club, con cui a fine anno vince un Football League Trophy. Trascorre poi ulteriori due stagioni giocando da titolare in terza divisione con il Port Vale, che lascia a sorpresa da svincolato (in quanto l'allenatore Brian Horton non ne rinnova il contratto) al termine della stagione 2002-2003, dopo complessive 220 presenze e 2 reti in competizioni ufficiali (tra cui 194 presenze ed una rete in partite di campionato).
Una volta rimasto svincolato si accorda inizialmente con i semiprofessionisti degli Stafford Rangers, con cui gioca 8 partite in Southern Football League (sesta divisione); nel novembre del 2003 firma poi un contratto con il Macclesfield Town, club di quarta divisione, con cui gioca in questa categoria fino al termine della stagione 2004-2005 quando viene nuovamente svincolato da Brian Horton (nel frattempo divenuto dal 2004 allenatore del club) insieme ad otto compagni di squadra. A fine stagione, all'età di 30 anni si ritira definitivamente dal mondo del calcio.
Carragher è deceduto il 29 dicembre 2016 a causa di un tumore.

## Palmarès

### Club

#### Competizioni nazionali
- Campionato inglese di quarta divisione: 1

Wigan: 1996-1997
- Football League Trophy: 1

Port Vale: 2000-2001